# Diskografie Johna Legenda
Toto je seznam vydané diskografie amerického zpěváka Johna Legenda.

## Alba

### Studiová alba
| Název                                                                                   | Detaily o albu                                                   | Umístění v hitparádách | Umístění v hitparádách | Umístění v hitparádách | Umístění v hitparádách | Umístění v hitparádách | Umístění v hitparádách | Umístění v hitparádách | Umístění v hitparádách | Umístění v hitparádách | Umístění v hitparádách | Prodeje                              | Certifikace                                                                          |
| Název                                                                                   | Detaily o albu                                                   | US                     | US R&B /HH             | AUS                    | CAN                    | DEN                    | FRA                    | ITA                    | NLD                    | SWI                    | UK                     | Prodeje                              | Certifikace                                                                          |
| --------------------------------------------------------------------------------------- | ---------------------------------------------------------------- | ---------------------- | ---------------------- | ---------------------- | ---------------------- | ---------------------- | ---------------------- | ---------------------- | ---------------------- | ---------------------- | ---------------------- | ------------------------------------ | ------------------------------------------------------------------------------------ |
| Get Lifted                                                                              | - Vydáno: 28. prosince 2004 (US) - Vydavatelství: GOOD, Columbia | 4                      | 1                      | 36                     | 56                     | 33                     | 53                     | 49                     | 5                      | 65                     | 12                     | - US: 2,100,000 - Světově: 4,000,000 | - RIAA: 2× Platinum - ARIA: Gold - BPI: Platinum - MC: Gold - NVPI: Gold             |
| Once Again                                                                              | - Vydáno: 24. října 2006 (US) - Vydavatelství: GOOD, Columbia    | 3                      | 1                      | 56                     | 11                     | 21                     | 58                     | 5                      | 2                      | 12                     | 10                     | - Světově: 2,500,000                 | - RIAA: Platinum - BPI: Gold - MC: Gold - NVPI: Platinum                             |
| Evolver                                                                                 | - Vydáno: 28. října 2008 (US) - Vydavatelství: GOOD, Columbia    | 4                      | 1                      | 66                     | 14                     | —                      | 72                     | 19                     | 7                      | 36                     | 21                     | - US: 603,000                        | - RIAA: Platinum - BPI: Silver - NVPI: Gold                                          |
| Wake Up! (s The Roots)                                                                  | - Vydáno: 21. září 2010 (US) - Vydavatelství: GOOD, Columbia     | 8                      | 3                      | 42                     | 16                     | 38                     | 95                     | 27                     | 6                      | 15                     | 26                     | - US: 273,000                        |                                                                                      |
| Love in the Future                                                                      | - Vydáno: 3. září 2013 (US) - Vydavatelství: GOOD, Columbia      | 4                      | 2                      | 15                     | 10                     | 12                     | 67                     | 13                     | 3                      | 16                     | 2                      | - US: 789,000 - UK: 373,860          | - RIAA: 2× Platinum - ARIA: Platinum - BPI: Platinum - IFPI DEN: Platinum - MC: Gold |
| Darkness and Light                                                                      | - Vydáno: 2. prosince 2016 (US) - Vydavatelství: GOOD, Columbia  | 14                     | 5                      | 37                     | 29                     | —                      | 123                    | 49                     | 21                     | 32                     | 35                     | - US: 26,000                         | - MC: Gold                                                                           |
| A Legendary Christmas                                                                   | - Vydáno: 26. října 2018 - Vydavatelství: Columbia               | 22                     | 17                     | 39                     | 51                     | —                      | —                      | —                      | 23                     | —                      | —                      | - US: 19,000                         | - RIAA: Gold                                                                         |
| Bigger Love                                                                             | - Vydáno: 19. června 2020 - Vydavatelství: Columbia              | 19                     | 13                     | 52                     | 45                     | —                      | 179                    | —                      | 42                     | 30                     | 63                     |                                      |                                                                                      |
| Legend                                                                                  | - Vydáno: 9. září 2022 - Vydavatelství: Republic                 | 59                     | —                      | —                      | —                      | —                      | 185                    | —                      | —                      | 39                     | —                      |                                      |                                                                                      |
| My Favorite Dream                                                                       | - Vydáno: 30. srpna 2024 - Vydavatelství: Republic               | —                      | —                      | —                      | —                      | —                      | —                      | —                      | —                      | —                      | —                      |                                      |                                                                                      |
| "—" značí, že se nahrávka neumístila v hitparádách nebo v tomto území ani nebyla vydána |                                                                  |                        |                        |                        |                        |                        |                        |                        |                        |                        |                        |                                      |                                                                                      |

### Koncertní alba
| Live at Jimmy's Uptown                                                                  | - Vydáno: 2001 (US)                                           | — | — | —   | —  |
| Live at SOB's                                                                           | - Vydáno: 10. června 2003 (US) - Vydavatelství: DCN           | — | — | —   | —  |
| Solo Sessions Vol. 1: Live at the Knitting Factory                                      | - Vydáno: 2004 (US) - Vydavatelství: Knitting Factory         | — | — | —   | —  |
| John Legend: Live from Philadelphia                                                     | - Vydáno: 3. června 2008 (US) - Vydavatelství: GOOD, Columbia | 7 | 4 | 187 | 44 |
| iTunes Festival: London 2013                                                            | - Vydáno: 2. září 2014 - Vydavatelství: GOOD, Columbia        | — | — | —   | —  |
| Verzuz: Alicia Keys x John Legend (s Alicia Keys)                                       | - Vydáno: 19. června 2020                                     | — | — | —   | —  |
| "—" značí, že se nahrávka neumístila v hitparádách nebo v tomto území ani nebyla vydána |                                                               |   |   |     |    |

### Video alba
| Název                                   | Detaily o albu                                          | Certifikace  |
| --------------------------------------- | ------------------------------------------------------- | ------------ |
| John Legend: Live at the House of Blues | - Vydáno: 22. listopadu 2005 (US) - Vydavatelství: Sony |              |
| John Legend: Live from Philadelphia     | - Vydáno: 8. dubna 2008 (US) - Vydavatelství: Sony      | - RIAA: Gold |

## Extended play
| Název                               | Detaily o EP                                                       |
| ----------------------------------- | ------------------------------------------------------------------ |
| Connect Sets                        | - Vydáno: 2005 (US) - Vydavatelství: Columbia                      |
| Sounds of the Season                | - Vydáno: říjen 2006 (US) - Vydavatelstv: GOOD, Sony - Formats: CD |
| iTunes Live from SoHo (s The Roots) | - Vydáno: 28. ledna 2011 (US) - Vydavatelství: GOOD                |

## Singly

### Jako hlavní umělec
| Název                                                                                   | Rok  | Umístění v hitparádách | Umístění v hitparádách | Umístění v hitparádách | Umístění v hitparádách | Umístění v hitparádách | Umístění v hitparádách | Umístění v hitparádách | Umístění v hitparádách | Umístění v hitparádách | Umístění v hitparádách | Certifikace | Album                       |
| Název                                                                                   | Rok  | US                     | US R&B/HH              | US Dance               | US Jazz                | AUS                    | CAN                    | ITA                    | NLD                    | SWI                    | UK                     | Certifikace | Album                       |
| --------------------------------------------------------------------------------------- | ---- | ---------------------- | ---------------------- | ---------------------- | ---------------------- | ---------------------- | ---------------------- | ---------------------- | ---------------------- | ---------------------- | ---------------------- | --- | --------------------------- |
| "Used to Love U"                                                                        | 2004 | 74                     | 32                     | —                      | —                      | 67                     | —                      | 36                     | 42                     | —                      | 29                     | | Get Lifted                  |
| "Ordinary People"                                                                       | 2005 | 24                     | 4                      | —                      | 4                      | 88                     | —                      | —                      | 20                     | —                      | 4                      | - RIAA: 2× Platinum - ARIA: Platinum - BPI: Platinum                                                                                 | Get Lifted                  |
| "Number One" (feat. Kanye West)                                                         | 2005 | —                      | —                      | —                      | 86                     | —                      | —                      | —                      | —                      | —                      | 62                     | | Get Lifted                  |
| "So High" (feat. Lauryn Hill)                                                           | 2005 | —                      | —                      | —                      | 53                     | —                      | —                      | —                      | —                      | —                      | 118                    | | Get Lifted                  |
| "Save Room"                                                                             | 2006 | 61                     | 17                     | 7                      | 17                     | —                      | —                      | 6                      | 11                     | —                      | —                      | - RIAA: Gold | Once Again                  |
| "Heaven"                                                                                | 2006 | —                      | —                      | —                      | 26                     | —                      | —                      | —                      | —                      | —                      | —                      | | Once Again                  |
| "P.D.A. (We Just Don't Care)"                                                           | 2007 | —                      | —                      | —                      | —                      | —                      | —                      | —                      | 18                     | —                      | 199                    | | Once Again                  |
| "Stereo"                                                                                | 2007 | —                      | —                      | —                      | 47                     | —                      | —                      | —                      | 17                     | —                      | —                      | | Once Again                  |
| "Another Again"                                                                         | 2007 | —                      | —                      | —                      | 30                     | —                      | —                      | —                      | —                      | —                      | —                      | | Once Again                  |
| "Show Me"                                                                               | 2007 | —                      | —                      | —                      | —                      | —                      | —                      | —                      | —                      | —                      | —                      | | Once Again                  |
| "Someday"                                                                               | 2007 | —                      | —                      | —                      | —                      | —                      | —                      | —                      | —                      | —                      | —                      | | Singl bez alb               |
| "Sun Comes Up"                                                                          | 2007 | —                      | —                      | —                      | —                      | —                      | —                      | —                      | —                      | —                      | —                      | | Live at SOB's               |
| "Green Light" (feat. André 3000)                                                        | 2008 | 24                     | 4                      | —                      | 6                      | —                      | 94                     | 19                     | 46                     | 81                     | 35                     | - RIAA: 2× Platinum | Evolver                     |
| "If You're Out There"                                                                   | 2008 | —                      | —                      | —                      | —                      | —                      | —                      | —                      | —                      | —                      | 135                    | | Evolver                     |
| "Everybody Knows"                                                                       | 2009 | —                      | —                      | —                      | 64                     | —                      | —                      | —                      | 10                     | —                      | —                      | | Evolver                     |
| "This Time"                                                                             | 2009 | —                      | —                      | —                      | —                      | —                      | —                      | —                      | 46                     | —                      | —                      | | Evolver                     |
| "No Other Love" (feat. Estelle)                                                         | 2009 | —                      | —                      | —                      | —                      | —                      | —                      | —                      | —                      | —                      | —                      | | Evolver                     |
| "Wake Up Everybody" (s The Roots, feat. Common a Melanie Fiona)                         | 2010 | —                      | —                      | 6                      | 53                     | —                      | —                      | —                      | 16                     | 62                     | 179                    | | Wake Up!                    |
| "Hard Times" (s The Roots, feat. Black Thought)                                         | 2010 | —                      | —                      | —                      | —                      | —                      | —                      | —                      | —                      | —                      | —                      | | Wake Up!                    |
| "Wake Up" (s The Roots)                                                                 | 2010 | —                      | —                      | —                      | —                      | —                      | —                      | —                      | —                      | —                      | —                      | | Singl bez alb               |
| "When Christmas Comes" (s Mariah Carey)                                                 | 2011 | —                      | —                      | —                      | 59                     | —                      | —                      | —                      | —                      | —                      | —                      | | Merry Christmas II You      |
| "Tonight (Best You Ever Had)" (feat. Ludacris)                                          | 2012 | 79                     | 12                     | —                      | 12                     | —                      | —                      | 16                     | —                      | —                      | 108                    | - RIAA: 2× Platinum - ARIA: Gold - FIMI: Platinum                                                                                    | Think Like a Man soundtrack |
| "Who Do We Think We Are" (feat. Rick Ross)                                              | 2013 | —                      | —                      | —                      | —                      | —                      | —                      | —                      | —                      | —                      | —                      | | Love in the Future          |
| "Made to Love"                                                                          | 2013 | —                      | —                      | —                      | —                      | —                      | —                      | —                      | 28                     | —                      | —                      | | Love in the Future          |
| "All of Me"                                                                             | 2013 | 1                      | 1                      | 32                     | 1                      | 1                      | 1                      | 8                      | 1                      | 1                      | 2                      | - RIAA: 14× Platinum - ARIA: 17× Platinum - BPI: 7× Platinum - FIMI: Gold - IFPI SWI: 2× Platinum - MC: 5× Platinum - NVPI: Platinum | Love in the Future          |
| "You & I (Nobody in the World)"                                                         | 2014 | 66                     | —                      | —                      | 18                     | —                      | —                      | —                      | —                      | —                      | 166                    | - RIAA: Platinum - ARIA: Gold | Love in the Future          |
| "Glory" (s Common)                                                                      | 2014 | 49                     | —                      | —                      | 18                     | 62                     | —                      | —                      | 49                     | 38                     | 62                     | | Selma                       |
| "Love Me Now"                                                                           | 2016 | 23                     | —                      | —                      | 10                     | 25                     | 20                     | 36                     | 13                     | 14                     | 17                     | - RIAA: 2× Platinum - ARIA: 3× Platinum - BPI: Platinum - FIMI: Platinum - IFPI SWI: Gold - MC: 2× Platinum - NVPI: 2× Platinum      | Darkness and Light          |
| "Penthouse Floor" (feat. Chance the Rapper)                                             | 2016 | —                      | —                      | —                      | —                      | —                      | —                      | —                      | —                      | —                      | —                      | | Darkness and Light          |
| "Beauty and the Beast" (s Ariana Grande)                                                | 2017 | 87                     | —                      | —                      | —                      | 64                     | 70                     | —                      | —                      | —                      | 52                     | - RIAA: Gold - ARIA: Platinum - BPI: Silver                                                                                          | Kráska a zvíře              |
| "In America"                                                                            | 2017 | —                      | —                      | —                      | —                      | —                      | —                      | —                      | —                      | —                      | —                      | | Singl bez alb               |
| "Surefire"                                                                              | 2017 | —                      | —                      | —                      | —                      | —                      | —                      | —                      | —                      | —                      | —                      | | Darkness and Light          |
| "A Good Night" (feat. BloodPop)                                                         | 2018 | —                      | —                      | —                      | —                      | —                      | —                      | —                      | —                      | —                      | —                      | | Singly bez alb              |
| "Preach"                                                                                | 2019 | —                      | —                      | —                      | —                      | —                      | —                      | —                      | —                      | —                      | —                      | | Singly bez alb              |
| "We Need Love" (ze Songland)                                                            | 2019 | —                      | —                      | —                      | —                      | —                      | —                      | —                      | —                      | —                      | —                      | | Singly bez alb              |
| "Happy Xmas (War Is Over)"                                                              | 2019 | 69                     | —                      | —                      | —                      | —                      | —                      | —                      | —                      | —                      | 9                      | - RIAA: Gold | A Legendary Christmas       |
| "Conversations in the Dark" (sólo nebo s David Guetta)                                  | 2020 | 86                     | 42                     | —                      | —                      | —                      | —                      | —                      | —                      | —                      | —                      | - RIAA: Gold - ARIA: Gold | Bigger Love                 |
| "Actions"                                                                               | 2020 | —                      | —                      | —                      | —                      | —                      | —                      | —                      | —                      | —                      | —                      | | Bigger Love                 |
| "Bigger Love"                                                                           | 2020 | —                      | —                      | —                      | —                      | —                      | —                      | —                      | —                      | —                      | —                      | | Bigger Love                 |
| "Wild" (s Gary Clark Jr.)                                                               | 2020 | —                      | —                      | —                      | —                      | —                      | —                      | —                      | —                      | —                      | —                      | - RIAA: Gold - ARIA: Gold | Bigger Love                 |
| "Minefields" (s Faouzia)                                                                | 2020 | —                      | —                      | —                      | —                      | —                      | —                      | —                      | —                      | —                      | —                      | | Citizens                    |
| "Hallelujah" (s Carrie Underwood)                                                       | 2020 | 54                     | —                      | —                      | —                      | —                      | —                      | —                      | —                      | —                      | —                      | | My Gift                     |
| "In My Mind" (s Alok)                                                                   | 2021 | —                      | —                      | —                      | —                      | —                      | —                      | —                      | —                      | —                      | —                      | | Singly bez alb              |
| "You Deserve It All"                                                                    | 2021 | —                      | —                      | —                      | —                      | —                      | —                      | —                      | —                      | —                      | —                      | | Singly bez alb              |
| "Tomorrow" (s Florian Picasso feat. Nas)                                                | 2022 | —                      | —                      | —                      | —                      | —                      | —                      | —                      | —                      | —                      | —                      | | Singly bez alb              |
| "Tacones Rojos" (se Sebastián Yatra)                                                    | 2022 | —                      | —                      | —                      | —                      | —                      | —                      | —                      | —                      | —                      | —                      | | Singly bez alb              |
| "Free"                                                                                  | 2022 | —                      | —                      | —                      | —                      | —                      | —                      | —                      | —                      | —                      | —                      | | Singly bez alb              |
| "Dope" (feat. JID)                                                                      | 2022 | —                      | —                      | —                      | —                      | —                      | —                      | —                      | —                      | —                      | —                      | | Legend                      |
| "Honey" (feat. Muni Long)                                                               | 2022 | —                      | —                      | —                      | —                      | —                      | —                      | —                      | —                      | —                      | —                      | | Legend                      |
| "All She Wanna Do" (sólo nebo feat. Saweetie)                                           | 2022 | —                      | —                      | —                      | —                      | —                      | —                      | —                      | —                      | —                      | —                      | | Legend                      |
| "L-O-V-E" (se Sufjan Stevens)                                                           | 2024 | —                      | —                      | —                      | —                      | —                      | —                      | —                      | —                      | —                      | —                      | | My Favorite Dream           |
| "—" značí, že se nahrávka neumístila v hitparádách nebo v tomto území ani nebyla vydána |      |                        |                        |                        |                        |                        |                        |                        |                        |                        |                        | |                             |

### Jako vedlejší umělec
| Název                                                                                   | Rok  | Umístění v hitparadách | Umístění v hitparadách | Umístění v hitparadách | Umístění v hitparadách | Umístění v hitparadách | Umístění v hitparadách | Umístění v hitparadách | Umístění v hitparadách | Umístění v hitparadách | Certifikace                                                        | Album                                            |
| Název                                                                                   | Rok  | US                     | US Jazz                | US Pop                 | US R&B                 | US Rap                 | AUS                    | CAN                    | IRL                    | UK                     | Certifikace                                                        | Album                                            |
| --------------------------------------------------------------------------------------- | ---- | ---------------------- | ---------------------- | ---------------------- | ---------------------- | ---------------------- | ---------------------- | ---------------------- | ---------------------- | ---------------------- | ------------------------------------------------------------------ | ------------------------------------------------ |
| "Selfish" (Slum Village feat. Kanye West a John Legend)                                 | 2004 | 55                     | —                      | —                      | 20                     | 15                     | —                      | —                      | —                      | 129                    |                                                                    | Detroit Deli (A Taste of Detroit)                |
| "Grammy Family" (DJ Khaled feat. Kanye West, Consequence, a John Legend)                | 2006 | —                      | —                      | —                      | —                      | —                      | —                      | —                      | —                      | —                      |                                                                    | Listennn... the Album a Don't Quit Your Day Job! |
| "Finally" (Fergie feat. John Legend)                                                    | 2008 | —                      | —                      | 34                     | —                      | —                      | —                      | 61                     | —                      | —                      |                                                                    | The Dutchess                                     |
| "Stay with Me (By the Sea)" (Al Green feat. John Legend)                                | 2008 | —                      | 16                     | —                      | 49                     | —                      | —                      | —                      | —                      | —                      |                                                                    | Lay It Down                                      |
| "Magnificent" (Rick Ross feat. John Legend)                                             | 2009 | 62                     | —                      | —                      | 7                      | 5                      | —                      | —                      | —                      | —                      |                                                                    | Deeper Than Rap                                  |
| "Whatever You Want" (Consequence feat. Kanye West a John Legend)                        | 2009 | —                      | —                      | —                      | —                      | —                      | —                      | —                      | —                      | —                      |                                                                    | Singl bez alb                                    |
| "Heartbreaker" (MSTRKRFT feat. John Legend)                                             | 2010 | —                      | —                      | —                      | —                      | —                      | 63                     | —                      | —                      | 50                     |                                                                    | Fist of God                                      |
| "Move on Up" (Angélique Kidjo feat. John Legend)                                        | 2010 | —                      | —                      | —                      | —                      | —                      | —                      | —                      | —                      | —                      |                                                                    | Õÿö                                              |
| "Don't Give Up" (Herbie Hancock feat. John Legend a Pink)                               | 2010 | —                      | —                      | —                      | —                      | —                      | —                      | —                      | —                      | —                      |                                                                    | The Imagine Project                              |
| "Fall in Love" (Estelle feat. John Legend a Nas)                                        | 2010 | —                      | —                      | —                      | 71                     | —                      | —                      | —                      | —                      | —                      |                                                                    | All of Me                                        |
| "Getting Nowhere" (Magnetic Man feat. John Legend)                                      | 2011 | —                      | —                      | —                      | —                      | —                      | —                      | —                      | —                      | 65                     |                                                                    | Magnetic Man                                     |
| "Reminiscing" (Don Blaq feat. John Legend)                                              | 2012 | —                      | —                      | —                      | —                      | —                      | —                      | —                      | —                      | —                      |                                                                    | Singl bez alb                                    |
| "Dance the Pain Away" (Benny Benassi feat. John Legend)                                 | 2013 | —                      | —                      | —                      | —                      | —                      | —                      | —                      | —                      | —                      |                                                                    | Danceaholic                                      |
| "Don't Say Goodbye" (Sérgio Mendes feat. John Legend)                                   | 2014 | —                      | —                      | —                      | —                      | —                      | —                      | —                      | —                      | —                      |                                                                    | Magic!                                           |
| "Angel" (Stacy Barthe feat. John Legend)                                                | 2014 | —                      | —                      | —                      | —                      | —                      | —                      | —                      | —                      | —                      |                                                                    | BEcoming                                         |
| "Lay Me Down" (Sam Smith feat. John Legend)                                             | 2015 | —                      | —                      | —                      | —                      | —                      | —                      | —                      | 4                      | 1                      | - BPI: Platinum                                                    | Red Nose Day 2015                                |
| "Like I'm Gonna Lose You" (Meghan Trainor feat. John Legend)                            | 2015 | 8                      | —                      | 5                      | —                      | —                      | 1                      | 8                      | 96                     | 99                     | - RIAA: 2× Platinum - ARIA: 8× Platinum - BPI: Platinum - MC: Gold | Title                                            |
| "Listen" (David Guetta feat. John Legend)                                               | 2016 | —                      | —                      | —                      | —                      | —                      | —                      | —                      | —                      | —                      |                                                                    | Listen                                           |
| "Summer Nights" (Tiësto feat. John Legend)                                              | 2016 | —                      | —                      | —                      | —                      | —                      | —                      | —                      | —                      | 60                     |                                                                    | Singl bez alb                                    |
| "Higher" (DJ Khaled feat. Nipsey Hussle a John Legend)                                  | 2019 | 21                     | —                      | —                      | 9                      | 7                      | —                      | 40                     | —                      | 48                     | - RIAA: Gold                                                       | Father of Asahd                                  |
| "Drown" (Lecrae feat. John Legend)                                                      | 2020 | —                      | —                      | —                      | —                      | —                      | —                      | —                      | —                      | —                      |                                                                    | Restoration                                      |
| "—" značí, že se nahrávka neumístila v hitparádách nebo v tomto území ani nebyla vydána |      |                        |                        |                        |                        |                        |                        |                        |                        |                        |                                                                    |                                                  |

### Promo singly
| Název                                                                                   | Rok  | Umístění v hitparádách | Album              |
| Název                                                                                   | Rok  | US                     | Album              |
| --------------------------------------------------------------------------------------- | ---- | ---------------------- | ------------------ |
| "I Know Better"                                                                         | 2016 | —                      | Darkness and Light |
| "Last Time I Say Sorry" (s Kane Brown)                                                  | 2020 | 89                     | Mixtape, Vol. 1    |
| "—" značí, že se nahrávka neumístila v hitparádách nebo v tomto území ani nebyla vydána |      |                        |                    |

## Další umístěné písně
| Název                                                                                   | Rok  | Umístění v hitparádách | Umístění v hitparádách | Umístění v hitparádách | Certifikace      | Album                 |
| Název                                                                                   | Rok  | US                     | US Jazz                | US R&B/HH              | Certifikace      | Album                 |
| --------------------------------------------------------------------------------------- | ---- | ---------------------- | ---------------------- | ---------------------- | ---------------- | --------------------- |
| "Slow Dance"                                                                            | 2007 | —                      | —                      | 81                     |                  | Once Again            |
| "Each Day Gets Better"                                                                  | 2007 | —                      | 12                     | —                      |                  | Once Again            |
| "Good Morning"                                                                          | 2008 | —                      | 14                     | —                      |                  | Evolver               |
| "It's Over" (feat. Kanye West)                                                          | 2008 | —                      | —                      | —                      |                  | Evolver               |
| "Decision" (Busta Rhymes feat. Jamie Foxx, Mary J. Blige, John Legend, a Common)        | 2009 | —                      | —                      | —                      |                  | Back on My B.S.       |
| "Free Mason" (Rick Ross feat. Jay-Z a John Legend)                                      | 2010 | —                      | —                      | —                      |                  | Teflon Don            |
| "Shine" (with The Roots)                                                                | 2010 | —                      | —                      | 64                     |                  | Wake Up!              |
| "So Special" (Lil Wayne feat. John Legend)                                              | 2011 | 95                     | —                      | —                      |                  | Tha Carter IV         |
| "Rich Forever" (Rick Ross feat. John Legend)                                            | 2012 | —                      | —                      | —                      |                  | Rich Forever          |
| "One Man Can Change the World" (Big Sean feat. Kanye West a John Legend)                | 2015 | 82                     | —                      | 27                     |                  | Dark Sky Paradise     |
| "Start a Fire"                                                                          | 2017 | —                      | —                      | —                      |                  | La La Land            |
| "What Christmas Means to Me" (feat. Stevie Wonder)                                      | 2018 | —                      | —                      | 49                     | - RIAA: Platinum | A Legendary Christmas |
| "Bring Me Love"                                                                         | 2018 | —                      | —                      | —                      |                  | A Legendary Christmas |
| "The Christmas Song (Chestnuts Roasting on an Open Fire)"                               | 2018 | —                      | —                      | —                      |                  | A Legendary Christmas |
| "Have Yourself a Merry Little Christmas" (feat. Esperanza Spalding)                     | 2018 | —                      | —                      | —                      |                  | A Legendary Christmas |
| "Baby, It's Cold Outside" (feat. Kelly Clarkson)                                        | 2019 | —                      | —                      | —                      |                  | A Legendary Christmas |
| "U Move, I Move" (feat. Jhené Aiko)                                                     | 2020 | —                      | —                      | —                      |                  | Bigger Love           |
| "God Did" (DJ Khaled feat. Rick Ross, Lil Wayne, Jay-Z, John Legend, a Fridayy)         | 2022 | 17                     | —                      | 6                      |                  | God Did               |
| "On Time" (s Metro Boomin)                                                              | 2022 | 48                     | —                      | 17                     |                  | Heroes & Villains     |
| "—" značí, že se nahrávka neumístila v hitparádách nebo v tomto území ani nebyla vydána |      |                        |                        |                        |                  |                       |

## Spoluumělec
| Title                                                      | Year | Other artist(s)                                                  | Album                                                  |
| ---------------------------------------------------------- | ---- | ---------------------------------------------------------------- | ------------------------------------------------------ |
| "Swing by My Way"                                          | 2003 | will.i.am                                                        | Must B 21                                              |
| "Ride Ride"                                                | 2003 | will.i.am                                                        | Must B 21                                              |
| "Summer Kiss"                                              | 2003 | Gerald Veasley                                                   | Velvet                                                 |
| "Me Against the Music" (Kanye West Remix) (Backing vocals) | 2003 | Britney Spears                                                   | Me Against the Music (Remix EP)                        |
| "This Love" (Kanye West Remix) (Backing vocals)            | 2004 | Maroon 5                                                         | —                                                      |
| "Hey Girl"                                                 | 2004 | Estelle                                                          | The 18th Day                                           |
| "Freedom"                                                  | 2004 | Estelle                                                          | The 18th Day                                           |
| "U Know"                                                   | 2004 | White Boy                                                        | No Gray Area                                           |
| "So Soulful"                                               | 2004 | Consequence                                                      | Take 'Em to the Cleaners                               |
| "Getting Out the Game"                                     | 2004 | Consequence                                                      | Take 'Em to the Cleaners                               |
| "And You Say"                                              | 2004 | Consequence                                                      | Take 'Em to the Cleaners                               |
| "Around My Way"                                            | 2004 | Talib Kweli                                                      | The Beautiful Struggle                                 |
| "Faithful"                                                 | 2005 | Common                                                           | Be                                                     |
| "They Say"                                                 | 2005 | Common                                                           | Be                                                     |
| "Grown Man Pt. 2"                                          | 2005 | Young Gunz                                                       | Brothers from Another                                  |
| "I've Been Waiting on You"                                 | 2005 | Miri Ben-Ari                                                     | The Hip-Hop Violinist                                  |
| "Don't You Worry 'Bout a Thing"                            | 2005 | žádné                                                            | Hitch soundtrack                                       |
| "Like That"                                                | 2005 | The Black Eyed Peas, Q-Tip, Talib Kweli, CeeLo Green             | Monkey Business                                        |
| "Love Won't Let Me Wait"                                   | 2005 | žádné                                                            | So Amazing: An All-Star Tribute to Luther Vandross     |
| "Touch"                                                    | 2005 | Ray Charles                                                      | Genius & Friends                                       |
| "Hello, It's Me"                                           | 2005 | žádné                                                            | Favorite Songs                                         |
| "Please Don't Stop"                                        | 2005 | Richard Bona                                                     | Tiki                                                   |
| "High Road"                                                | 2005 | Fort Minor                                                       | The Rising Tied                                        |
| "Home"                                                     | 2005 | Kanye West                                                       | Freshmen Adjustment                                    |
| "Please Baby Don't"                                        | 2006 | Sérgio Mendes                                                    | Timeless                                               |
| "Sing You Sinners"                                         | 2006 | Tony Bennett                                                     | Duets: An American Classic                             |
| "Do U Wanna Ride"                                          | 2006 | Jay-Z                                                            | Kingdom Come                                           |
| "King & Queen"                                             | 2006 | Mary J. Blige                                                    | Reflections (A Retrospective)                          |
| "Tōkage"                                                   | 2006 | Chemistry                                                        | Face to Face                                           |
| "Feel This Way"                                            | 2007 | Consequence                                                      | Don't Quit Your Day Job                                |
| "Ghetto Rich"                                              | 2007 | Rich Boy                                                         | Rich Boy                                               |
| "Eternity Intro"                                           | 2007 | Big & Rich                                                       | Between Raising Hell and Amazing Grace                 |
| "Eternity"                                                 | 2007 | Big & Rich                                                       | Between Raising Hell and Amazing Grace                 |
| "Celebrate"                                                | 2007 | Cassidy                                                          | B.A.R.S. The Barry Adrian Reese Story                  |
| "Come Over"                                                | 2007 | Estelle                                                          | Shine                                                  |
| "You Are"                                                  | 2007 | Estelle                                                          | Shine                                                  |
| "What Y'all Came to Do"                                    | 2007 | Aretha Franklin                                                  | Jewels in the Crown: All-Star Duets with the Queen     |
| "Slide Show"                                               | 2008 | T.I.                                                             | Paper Trail                                            |
| "Decision"                                                 | 2009 | Busta Rhymes, Jamie Foxx, Mary J. Blige, Common                  | Back on My B.S.                                        |
| "Entreolhares (The Way You Look at Me)"                    | 2009 | Ana Carolina                                                     | N9ve                                                   |
| "Let's Stop Playin'"                                       | 2009 | Ghostface Killah                                                 | Ghostdini: Wizard of Poetry in Emerald City            |
| "Victory"                                                  | 2009 | DJ Khaled, Nas                                                   | Victory                                                |
| "No Importa"                                               | 2009 | Noel Schajris                                                    | Uno No Es Uno                                          |
| "The Fire"                                                 | 2010 | The Roots                                                        | How I Got Over                                         |
| "Doing It Again"                                           | 2010 | The Roots                                                        | How I Got Over                                         |
| "Blame Game"                                               | 2010 | Kanye West                                                       | My Beautiful Dark Twisted Fantasy                      |
| "Christian Dior Denim Flow"                                | 2010 | Kanye West, Kid Cudi, Pusha T, Lloyd Banks, Ryan Leslie          | GOOD Fridays release                                   |
| "The Way You Make Me Feel"                                 | 2010 | Stevie Wonder                                                    | The 25th Anniversary Rock & Roll Hall of Fame Concerts |
| "Never Forget You"                                         | 2011 | Lupe Fiasco                                                      | Lasers                                                 |
| "Eyez Closed"                                              | 2011 | Snoop Dogg, Kanye West                                           | Doggumentary                                           |
| "Memories (Part II)"                                       | 2011 | Big Sean                                                         | Finally Famous                                         |
| "So Special"                                               | 2011 | Lil Wayne                                                        | Tha Carter IV                                          |
| "The Believer"                                             | 2011 | Common                                                           | The Dreamer, The Believer                              |
| "Karma"                                                    | 2012 | Tiziano Ferro                                                    | L'amore è una cosa semplice                            |
| "L.O.V.E."                                                 | 2012 | Melanie Fiona                                                    | The MF Life                                            |
| "Ghetto Dreams"                                            | 2012 | 2 Chainz, Scarface                                               | Based on a T.R.U. Story                                |
| "Sin City"                                                 | 2012 | Travis Scott, Teyana Taylor, Cyhi the Prynce, Malik Yusef        | Cruel Summer                                           |
| "Bliss"                                                    | 2012 | Teyana Taylor                                                    | Cruel Summer                                           |
| "Maybach Curtains"                                         | 2012 | Meek Mill, Nas, Rick Ross                                        | Dreams and Nightmares                                  |
| "Who Did That to You?"                                     | 2012 | žádné                                                            | Nespoutaný Django                                      |
| "Why Do I Even Go Home?"                                   | 2013 | Consequence                                                      | Movies on Demand 4                                     |
| "Never Surrender"                                          | 2013 | DJ Khaled, Akon, Anthony Hamilton, Jadakiss, Meek Mill, Scarface | Suffering from Success                                 |
| "Bridges"                                                  | 2013 | Rebecca Ferguson                                                 | Freedom                                                |
| "What Kind of Fool"                                        | 2014 | Barbra Streisand                                                 | Partners                                               |
| "Run Run Run"                                              | 2015 | Kelly Clarkson                                                   | Piece by Piece                                         |
| "Most High"                                                | 2015 | DJ Khaled                                                        | I Changed a Lot                                        |
| "Free Enterprise"                                          | 2015 | Rick Ross                                                        | Black Market                                           |
| "Happy Birthday" (Kygo feat. John Legend)                  | 2016 | Kygo                                                             | Cloud Nine                                             |
| "Leave It to the Sky" (Muddy Magnolias feat. John Legend)  | 2016 | Muddy Magnolias                                                  | Broken People                                          |
| "Rain"                                                     | 2016 | Common                                                           | Black America Again                                    |
| "One Woman Man"                                            | 2017 | žádné                                                            | Padesát odstínů temnoty                                |
| "Holiday"                                                  | 2017 | Calvin Harris, Snoop Dogg, Takeoff                               | Funk Wav Bounces Vol. 1                                |
| "I'll Be Gentle"                                           | 2017 | Paloma Faith                                                     | The Architect                                          |
| "Written In The Stars"                                     | 2018 | Wendy                                                            | Station X 0                                            |
| "The Real MVP"                                             | 2019 | Jeezy                                                            | TM104: The Legend of the Snowman                       |
| "A Safe Place to Land"                                     | 2019 | Sara Bareilles                                                   | Amidst the Chaos                                       |
| "Lightning & Thunder"                                      | 2020 | Jhené Aiko                                                       | Chilombo                                               |
| "Last Time I Say Sorry"                                    | 2020 | Kane Brown                                                       | Mixtape, Vol. 1                                        |
| "Die Under the Moon"                                       | 2021 | Yung Bleu                                                        | Moon Boy                                               |
| "Touch the Sky"                                            | 2021 | French Montana, Rick Ross                                        | They Got Amnesia                                       |
| "Where Is Your Heart"                                      | 2021 | Diane Warren                                                     | The Cave Sessions: Vol. 1                              |
| "God Did"                                                  | 2022 | DJ Khaled, Rick Ross, Lil Wayne, Jay-Z, Fridayy                  | God Did                                                |
| "On Time"                                                  | 2022 | Metro Boomin                                                     | Heroes & Villains                                      |
| "Kim Porter"                                               | 2023 | Diddy, Babyface                                                  | The Love Album: Off the Grid                           |